# Опелајка (Алабама)
Опелајка (енгл. Opelika) град је у америчкој савезној држави Алабама. По попису становништва из 2010. у њему је живело 26.477 становника.

## Демографија
Према попису становништва из 2010. у граду је живело 26.477 становника, што је 2.979 (12,7%) становника више него 2000. године.
| Група             | 2000.          | 2010.          |
| Белци             | 12.797 (54,5%) | 13.033 (49,2%) |
| Афроамериканци    | 10.079 (42,9%) | 11.513 (43,5%) |
| Азијати           | 218 (0,9%)     | 456 (1,7%)     |
| Хиспаноамериканци | 252 (1,1%)     | 1.166 (4,4%)   |
| Укупно            | 23.498         | 26.477         |